# Filip Kostić
Filip Kostić, född 1 november 1992 i Kragujevac, FR Jugoslavien, är en serbisk fotbollsspelare som spelar för Fenerbahçe SK, på lån från Juventus.

## Klubbkarriär
Den 12 augusti 2022 värvades Kostić av Juventus, där han skrev på ett fyraårskontrakt. Den 9 september 2024 lånades Kostić ut till turkiska Fenerbahçe SK på ett säsongslån.

## Landslagskarriär
Kostić debuterade för Serbiens landslag den 7 juni 2015 i en 4–1-vinst över Azerbajdzjan. I maj 2018 blev han uttagen i Serbiens trupp till fotbolls-VM 2018. I november 2022 blev Kostić uttagen i Serbiens trupp till VM 2022.